# Lyon-Vals-les-Bains
Lyon-Vals-les-Bains est une ancienne course cycliste française, organisée de 1934 à 1946.
Vals-les-Bains est une commune française située dans le département de l'Ardèche en région Auvergne-Rhône-Alpes.

## Palmarès
| Année | Vainqueur        | Deuxième         | Troisième         |
| ----- | ---------------- | ---------------- | ----------------- |
| 1934  | Ettore Molinaro  | Louis Aimar      | Bernardino Scimia |
| 1935  | Henri Poméon     | André Brot       | Edgar Hehlen      |
| 1936  | Giuseppe Cassin  | André Decorps    | André Brot        |
| 1937  | Décimo Bettini   | Louis Aimar      | Edgar Hehlen      |
| 1938  | Antoine Arnaldi  | Giuseppe Martino | Louis Vincent     |
| 1939  | Giuseppe Cassin  | Benoît Faure     | Jean Lazzarotto   |
| 1946  | Saverio Montuori | Louis Clermont   | Georges Martin    |